# Leuctra anatolica
Leuctra anatolica is een steenvlieg uit de familie naaldsteenvliegen (Leuctridae). De wetenschappelijke naam van de soort is voor het eerst geldig gepubliceerd in 1986 door Kazanci.